# Mitologia hotentot
La mitologia hotentot està formada per les creences i històries tradicionals sobre els déus i els herois dels hotentots (khoikhois), un grup ètnic del sud de l'Àfrica.
El déu suprem dels hotentots s'anomena Gamab, un déu del cel i el destí. Dispara fletxes des dels cels cap als mortals tot matant-los.
Tsui (també Tsui'goab) és un déu màgic de la pluja i la tempesta. Gunab és un déu malvat.
Un dels més famosos herois dels hotentots era Heitsi-eibib (o també simplement Heitsi), descendent d'una vaca i l'herba màgica que menjava. Era un caçador llegendari, mag i guerrer, que amb gran valentia va matar el Ga-gorib. També era un déu la vida la mort i la resurrecció, morint i reviscolant-se ell mateix en nombroses ocasions; la seva tomba està localitzada a molts de llocs d'Àfrica. És adorat com a déu de la caça.
Ga-gorib és un mostre llegendari que seia al costat d'un profund forat al camp i desafiava als transeünts que li llançaven roques. Les roques li rebotaven i mataven els que passaven, que queien al forat. Heitsi-eibib va distreure a Ga-gorib i va picar-lo per sota l'orella amb una pedra i va caure dins el forat. En una versió alternativa, Heitsi-eibib fou empaitat al voltant del forat fins que va relliscar i hi va caure dintre. Finalment va poder escapar i va fer caure Ga-gorib dins del forat.
Un altre monstre es diu Hai-uri, una criatura saltadora amb només una extremitat al seu cos (un braç, una cama, etc.). Menja humans. Encara un altre home és Aigamuxa, una criatura que mata a les dunes que té els ulls a la punta de les seves potes i les han d'aixecar enlaire per veure per on van.